# Säkerhetsskydd
Säkerhetsskydd är i Sverige skydd mot spioneri, sabotage och andra brott som kan hota rikets säkerhet. Säkerhetsskydd ska även i övrigt skydda uppgifter som omfattas av sekretess enligt offentlighets- och sekretesslagen (2009:400) och som rör rikets säkerhet. Säkerhetsskydd omfattar även skydd mot terroristbrott, även om sådana brott inte hotar rikets säkerhet. Benämningen säkerhetsskydd är legaldefinierat och någon motsvarande generell benämning internationellt verkar inte finnas.

## Säkerhetsskyddsåtgärder
Säkerhetsskydd består av säkerhetsskyddsåtgärderna informationssäkerhet, tillträdesbegränsning och säkerhetsprövning. I säkerhetsskyddet ingår också utbildning och kontroll.  Vid upphandling som ska omges av ett säkerhetsskydd, till exempel då ett företag ska ta del av hemliga uppgifter, tillämpas säkerhetsskyddad upphandling.
Till grund för säkerhetsskyddsåtgärder ligger säkerhetsplaneringen. Den har fyra huvudområden; verksamhetsanalys, säkerhetsanalys, säkerhetsplan (tidsatt åtgärdsplan) och säkerhetsbestämmelser (säkerhetsskyddsinstruktion). I säkerhetsanalys undersöks vilka uppgifter som ska hållas hemliga med hänsyn till rikets säkerhet och vilka anläggningar som kräver ett säkerhetsskydd med hänsyn till rikets säkerhet eller skyddet mot terrorism.

### Informationssäkerhet
Informationssäkerhet ska, när det gäller säkerhetsskydd, förebygga att uppgifter som omfattas av sekretess och som rör rikets säkerhet obehörigen röjs, ändras eller förstörs. Det primära syftet med säkerhetsskyddet är att säkerställa att de hemliga uppgifterna inte röjs för obehöriga. Informationssäkerheten ska inte enbart förebygga skador till följd av uppsåtliga angrepp på de sekretessbelagda uppgifterna utan även förebygga skador till följd av oaktsamhet.
Begreppet informationssäkerhet ska i fråga om säkerhetsskydd inte förväxlas med det generella begreppet informationssäkerhet som är mycket vidare. Det är endast sådana sekretessbelagda uppgifter som rör rikets säkerhet som ska komma i fråga för ett säkerhetsskydd.
Hemlig uppgift och hemlig handling är två centrala begrepp för informationssäkerheten. Med hemlig uppgift avses uppgift som omfattas av sekretess enligt offentlighets- och sekretesslagen (2009:400) och som rör rikets säkerhet. Med hemlig handling avses handling som innehåller hemlig uppgift. Informationssäkerheten präglas av omfattande bestämmelser rörande hantering av hemliga handlingar. Bestämmelserna syftar, förutom att inte obehöriga ska få ta del av hemliga uppgifter, till att säkerställa spårbarheten så att det i efterhand ska vara möjligt att utreda vilka hemliga uppgifter en person tagit del av.
IT-säkerhet är en del av informationssäkerheten där godkännande ur säkerhetssynpunkt av IT-system är en viktig del. Signalskydd har också en viktig koppling till informationssäkerhet. Till exempel får en myndighet endast sända hemliga uppgifter utanför ett datanät som står utanför myndighetens kontroll om det finns en fullgod informationssäkerhet för uppgifterna. Hemliga uppgifter får krypteras endast med kryptosystem som har godkänts av Försvarsmakten.

### Tillträdesbegränsning
Tillträdesbegränsning ska förebygga att obehöriga får tillträde till platser där de kan få tillgång till uppgifter som omfattas av sekretess och som rör rikets säkerhet eller där verksamhet som har betydelse för rikets säkerhet bedrivs.
Tillträdesbegränsningen kan utformas på olika sätt. I vissa fall räcker det att tillträdesförbudet avser utomstående. I andra fall kan det behöva omfatta även en del av den egna personalen. För särskilt känsliga delar kan tillträdesrätten behöva begränsas till dem av de anställda som har ett oundgängligt behov av att vistas i de aktuella utrymmena.
Tillträdesbegränsning ska inte likställas med skyddsobjekt enligt lagen (1990:217) om skydd för samhällsviktiga anläggningar m m. Ett beslut om skyddsobjekt är inte alltid en förutsättning för att allmänhetens tillträde till en viss plats skall få begränsas. Beslutet om skyddsobjekt kan dock sägas vara en kvalificerad form av tillträdesbegränsning där tillträdesförbudet kan förenas med andra förbund och där den som uppsåtligen eller av oaktsamhet bryter mot ett förbud omfattas av straffansvar.
Tillträdesbegränsning kan åstadkommas genom:
- Begränsning av tillträdesrätten genom utfärdande och tillkännagivande av tillträdesförbud.
- Passerkontroller, antingen personell eller teknisk kontroll för in- och utpassering eller båda i kombination.
- Byggnadstekniska åtgärder såsom byggnadskonstruktioner, sektioneringar, lås, områdesskydd, det vill säga staket, murar etc.
- Bevakningstekniska hjälpmedel som larmanordningar, TV-övervakning etc.
- Inre och yttre personell bevakning.[10]

### Säkerhetsprövning
Säkerhetsprövning ska förebygga att personer som inte är pålitliga från säkerhetssynpunkt deltar i verksamhet som har betydelse för rikets säkerhet. Säkerhetsprövning ska klarlägga om personen kan antas vara lojal mot de intressen som skyddas i säkerhetsskyddslagen och i övrigt är pålitlig från säkerhetssynpunkt.

### Utbildning
God kunskap om säkerhet är en förutsättning för ett effektivt säkerhetsskydd. Personal i verksamheter där det finns ett säkerhetsskydd ska få utbildning i säkerhetsskydd. Tillräcklig kunskap om säkerhetsskydd är ett krav för att vara behörig att ta del av hemliga uppgifter.

### Kontroll
Där det finns ett säkerhetsskydd ska skyddet kontrolleras av den egna organisationen. Syftet med den egna kontrollen är att undersöka om bestämmelserna om säkerhetsskydd efterlevs och att skyddsnivån är jämn och tillräckligt hög, att de åtgärder som vidtagits fungerar på det sätt som är avsett och att skyddet i övrigt är lämpligt utformat.

### Säkerhetsskyddad upphandling
Innan en myndighet påbörjar en upphandling ska myndigheten pröva om upphandlingen helt eller delvis ska säkerhetsskyddas. I de fall myndigheten ska begära in anbud eller avtala om upphandling och det förekommer uppgifter som med hänsyn till rikets säkerhet omfattas av sekretess ska ett skriftligt säkerhetsskyddsavtal ingås om det säkerhetsskydd som behövs i det enskilda fallet. Syftet med säkerhetsskyddad upphandling är att de hemliga uppgifterna som hanteras vid det företag som anbudet eller upphandlingen avser ska ges ett motsvarande säkerhetsskydd.
Säkerhetspolisen har gett ut en vägledning till säkerhetsskyddad upphandling .

### Tillsyn
Tillsyn avser kontroll över annans verksamhet.
Säkerhetspolisen kontrollerar säkerhetsskyddet vid Kustbevakningen, Myndigheten för samhällsskydd och beredskap, Statens haverikommission och övriga myndigheter utom Justitiekanslern.
Den militära underrättelse- och säkerhetstjänsten (MUST) kontrollerar säkerhetsskyddet vid Fortifikationsverket och Försvarshögskolan samt de myndigheter som hör till Försvarsdepartementet utom Kustbevakningen, Myndigheten för samhällsskydd och beredskap och Statens haverikommission.
Svenska Kraftnät, Transportstyrelsen, Post- och telestyrelsen och länsstyrelserna har ett tillsynsansvar för vissa bolag, föreningar, stiftelser och företag.
Den myndighet som har träffat ett säkerhetsskyddsavtal med anbudsgivare och leverantörer ska kontrollera säkerhetsskyddet hos dessa.

## Rättslig reglering
Säkerhetsskyddslagen (2018:585) och säkerhetsskyddsförordningen (2018:658) är grunden för den rättsliga regleringen av säkerhetsskyddet. I riksdagen och myndigheter under riksdagen (t.ex. Riksbanken och Riksrevisionen) gäller även lag (2019:109) om säkerhetsskydd i riksdagen och dess myndigheter. Regeringskansliet är undantagna flertalet bestämmelser. Den nuvarande säkerhetsskyddslagen började gälla 1 april 2019 och omfattar fler aktörer än tidigare, däribland privata företag. Lagen omfattar alla aktörer som bedriver verksamhet som är av betydelse för Sveriges säkerhet eller som omfattas av ett för Sverige förpliktande internationellt åtagande om säkerhetsskydd (säkerhetskänslig verksamhet).
Säkerhetspolisen och Försvarsmakten har föreskriftsrätt för de myndigheter som de utövar tillsyn över. Föreskrifterna är:
- Säkerhetspolisens föreskrifter (PMFS 2019:2) om säkerhetsskydd
- Försvarsmaktens föreskrifter (FFS 2019:2) om säkerhetsskydd

## Internationella säkerhetsskyddsavtal
I internationella samarbeten, t.ex. försvarsindustri, är det ibland nödvändigt att utbyta hemliga uppgifter med andra stater och mellanfolkliga organisationer. Uppgifter som är sekretessbelagda i Sverige får endast delges andra stater och mellanfolkliga organisationer om det sker enligt villkor i offentlighets- och sekretesslagen, t.ex. om utlämnande till den andra staten sker i enlighet med särskild föreskrift i lag eller förordning. För att de hemliga uppgifterna som delges ska ges ett skydd av den mottagande staten avtalas om säkerhetsskyddsavtal mellan de berörda staterna. Ett sådant internationellt säkerhetsskyddsavtal ingås på regeringsnivå. I vissa fall är ett sådant säkerhetsskyddsavtal begränsat till ett eller flera områden, till exempel försvarsindustri. I de fallen säkerhetsskyddsavtalen inte är begränsat till något område benämns avtalet normalt generellt säkerhetsskyddsavtal (GSA).
Internationella säkerhetsskyddsavtal som Sverige ingår med andra stater och mellanfolkliga organisationer offentliggörs normalt i publikationen Sveriges internationella överenskommelser (SÖ). Exempel på internationella säkerhetsskyddsavtal mellan Sverige och andra stater är:
- Bulgarien (SÖ 2008:2)
- Frankrike (SÖ 2007:2)
- Storbritannien och Nordirland (SÖ 2007:66)
- USA (SÖ 2008:58)